# Eucera taurica
Eucera taurica är en biart som beskrevs av Ferdinand Morawitz 1871.
Eucera taurica ingår i släktet långhornsbin och familjen långtungebin. Inga underarter finns listade i Catalogue of Life.